# Zombie : La Création
Pour plus de détails, voir Fiche technique et Distribution.
Zombie : La Création (titre original : Zombi: La creazione) est un film italien réalisé par Bruno Mattei, sorti en 2008.

## Synopsis
Sharon, une jeune femme seule rescapée d'un accident, essaye de convaincre ses supérieurs que la destruction de son navire était due non pas à sa négligence mais à la présence de mutants agressifs. Elle parle notamment d'une île inconnue sur laquelle se baladent des morts-vivants. Bien évidemment, tout le monde la croit folle... sauf une compagnie pharmaceutique qui avait bien connaissance de cette île et envoyé il y a six mois une expédition dont on reste sans nouvelle. En compagnie d'une équipe de Marines, Sharon retourne donc sur les lieux pour prouver qu'elle dit la vérité...

## Fiche technique
- Titre : Zombie : La Création
- Titre original : Zombi: La creazione
- Réalisation : Bruno Mattei
- Scénario : Antonio Tentori, Gianni Paolucci
- Production : Gianni Paolucci
- Photographie : Luigi Ciccarese
- Montage : Daniele Campelli et Bruno Mattei
- Direction artistique : Claudio Cosentino
- Pays d'origine :  Italie
- Format : Couleurs - 1,77:1 - Stéréo - DV
- Genre : Action, horreur et science-fiction
- Durée : 90 minutes
- Date de sortie : 2008 (Italie)

## Distribution
- Yvette Yzon : Sharon
- Alvin Anson : Mark Taylor
- Paul Holmes : Paul Barker
- James Gregory Paolleli : le capitaine Jurgens
- B.B. Johnson : le sergent Zamora
- Dyane Craystan : Kramer
- Gehrard Acao : Thompson
- Ronny Boos : Berger
- Sereno Cunial : Carter
- Miguel Faustmann : Morris
- Jim Gaines : le chef zombie

## Autour du film
- Le tournage s'est déroulé aux Philippines.
- Le scénario du film s'inspire très largement du film de James Cameron, Aliens, le retour (1986).
- Yvette Yzon reprend le rôle de Sharon, qu'elle tenait dans L'Île des morts-vivants (2007).
- Il s'agit du dernier film de Bruno Mattei, décédé en 2007.